# 리탈리에이션

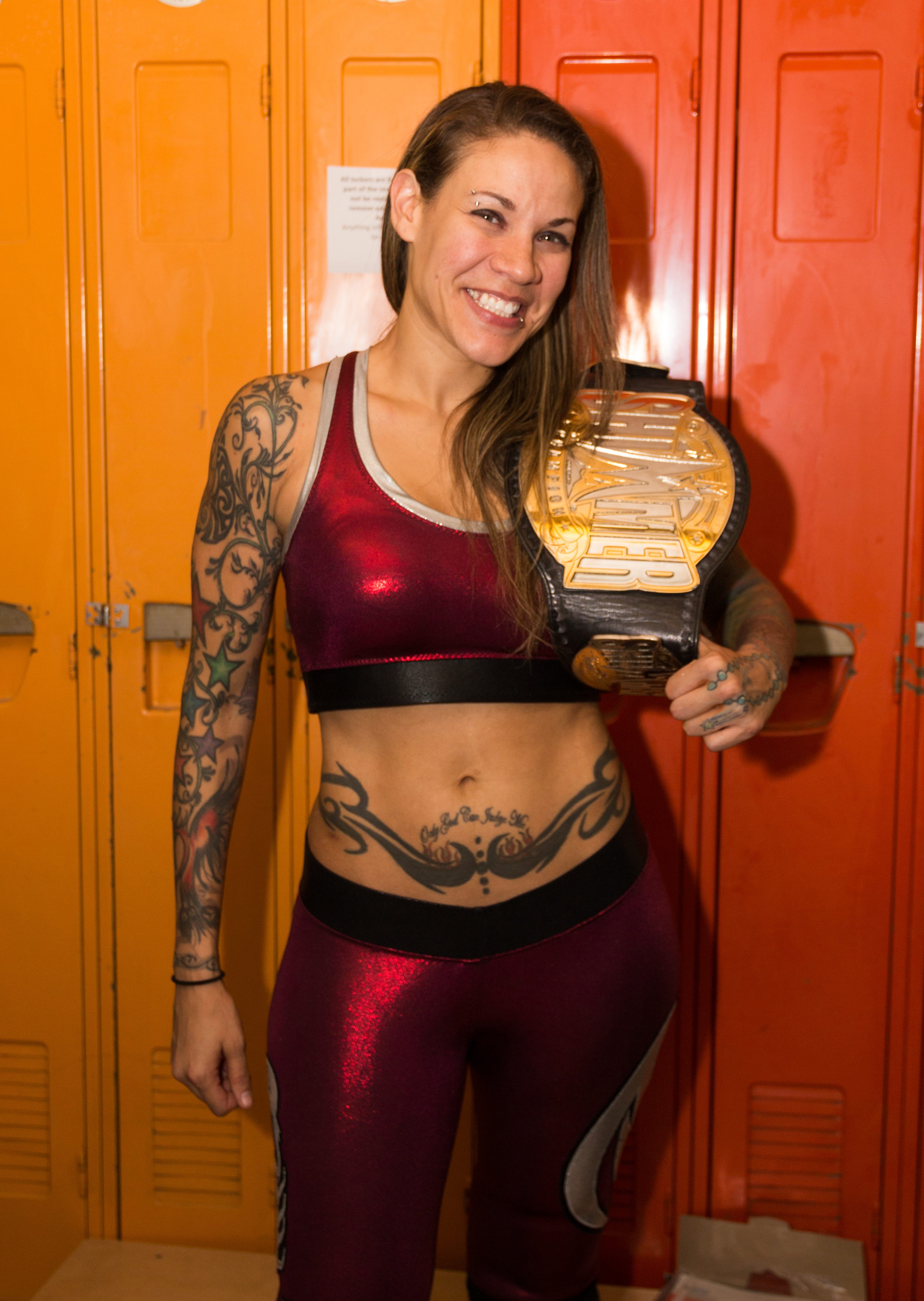
리탈리에이션

메르세데스 마르티네스(Mercedes Martinez, 1980년 11월 17일 ~ )은 본명은 자즈민 베니테스(Jazmin Benitez)다. 미국의 여자 프로레슬링선수다. 키는 170cm(5 ft 7 in)에다가 몸무게는 68kg(149 lb)이다. 2000년 프로레슬링 입문으로 밝혀지는 바다. 현재 WWE Raw에서 악역 스테이블 레트리뷰션이라는 활동을 하고 있고 WWE 링네임이 리탈리에이션(Retaliation)다. 피니쉬는 불 런(크래들 브레인버스터), 불 버스터(싯아웃 리버스 에스티오), 불 니 킥(런닝 하이 니), 클로버리프, 모디파이드 크로스-레그 에스티에프, 서핑보드 드래곤 슬리퍼라는 사용을 한다.

## Professional wrestling highlights
- Finishing moves
  - Bull Buster (Sitout reverse STO) - 2003-2005
  - Bull Knee Kick (Running high knee) - 2001-2003
  - Bull Run (Cradle brainbuster) - 2005-present
  - Cloverleaf - 2001-2003
  - Modified cross-leg STF - 2003-2005
  - Surfboard dragon sleeper - 2005-present
- Signature moves
  - Lifting spinebuster
  - Multiple suplex variations
    - German
    - Saito
    - Snap
    - Three Amigas (Two Vertical and one german)
    - Vertical
    - Wheelbarrow

  - Running big boot
  - Sliding dropkick
  - Snap neckbreaker
  - Spinning powerbomb
  - Wheelbarrow death valley driver
- Entrance music
  - "Live At Jimmy’s" by Angie Martinez, Big Pun, Cuban Link, Domingo & Sunkiss (IWA MS; 2004-2006)
  - "Mercedes" by Puhbare (SHIMMER; 2005-2019)
  - "Reggaeton Generation" by APM Music (WWE NXT; 2017-2020; 2020-2021)
  - "Welcome to Chaos" by CFO$ (WWE; 2020; used as a member of Retribution)
  - "Brass City Evolution" by John Kiernan (TNA/AEW; 2021-2022)
  - "Brass City Sleeper" by John Kiernan feat. Jasmine Denise (AEW/ROH/Independent circuit; 2022-present)

## 수상
- AWS 월드 헤비웨이트 챔피언 (1회)
- 벨라트릭스 월드 챔피언 (1회)
- DPW 월드 위민스웨이트 챔피언 (1회)
- GMW 월드 위민스웨이트 챔피언 (2회)
- IWA 월드 미드-서든 위민스웨이트 챔피언 (1회)
- 인디굴츠 오스트레일리아웨이트 챔피언 (1회)
- 인디굴츠 월드 챔피언 (1회)
- NWA 월드 미뒈스트 위민스웨이트 챔피언 (1회)
- NECW 월드 요시모토 레이디즈 프로 노어쓰 어메리칸 위민스웨이트 챔피언 (1회)
- NECW 월드 위민스웨이트 챔피언 (1회)
- 글로우벌 컨플릭트 쉴드 토너먼트 (2014, 2016)
- 인디걸스 월드 오스트레일리아웨이트 챔피언 (1회)
- 펨스 파탈레스 챔피언 (3회)
- 랭크드 넘버 2 오브 더 베스트 50 피멜 싱글즈 레슬링 인 더 피멜 50 인 2011
- PPW 월드 위민스웨이트 챔피언 (1회)
- 피닉스 월드 오브 라이즈웨이트 챔피언 (1회)
- 라이즈 이열 엔드 어워즈 (4회)
  - 매치 오브 더 이열 (2018) vs 테사 블랜차드 인 에이 75 마이뉴 아이어느 위민 매치 안 라이즈 10 인새니티
  - 모먼트 오브 더 이열 (2018) 마아티네즈 언드 블랜처드 셋 어 누 월드 레커드 앳 라이즈 10 더 롱거스트 원 안 원 위먼즈 레슬링 매치 인 히스터리 액트 75 미넛스
  - 레슬러 오브 더 이열 (2018)
  - 매치 오브 더 이열 (2019) vs 카일리 레이 인 어 노우 로웁스 서브미션 매치 안 라이즈 13 레전드리
- 쉬머 월드 챔피언 (2회)
- 쉬머 월드 태그팀웨이트 챔피언 (1회) - 치어리더 멜리사
- 샤인 월드 챔피언 (1회)
- 샤인 월드 태그팀웨이트 챔피언(1회) – 이벨리세
- 랭크드 넘버 10 오브 더 탑 10 위민스 레슬링 오브 더 이열 인 2019
- 올 월드 것스 노우 글로리웨이트 챔피언 (1회)
- WSU 월드 챔피언 (3회)
- WSU 월드 태그팀웨이트 챔피언 (1회) - 엔젤 오르시니
- J-컵 (2008)
- WSU/NWS 킹 오브 언드 퀸 오브 더 링 (2011) - 줄리오 디네로
- WSU 헬 오브 페임 (2017)
- WXW 월드 C4 위민스웨이트 챔피언 (1회)
- WXW 월드 크루저웨이트 챔피언 (1회)
- WXW 월드 위민스웨이트 챔피언 (5회)
- 일릿 8 토너먼트 (2006, 2008)
- WXW 헬 오브 페임 (2014)
- RoH 위민스 월드 챔피언 (1회)